# Instituto Nacional de Recursos Hidráulicos
El Instituto Nacional de Recursos Hidráulicos de la República de Cuba, conocido por el acrónimo INRH, es el organismo encargado de la gestión de los recursos hidráulicos en Cuba. Forma parte del Consejo de Ministros de Cuba.

## Historia
El Instituto Nacional de Recursos Hidráulicos (INRH) fue fundado el 10 de agosto de 1962, por Fidel Castro. Se extinguió en 1969, al fusionarse con el D.A.P. Fue refundado en 1989, existiendo hasta 2007. Se refundó nuevamente en 2011 y continúa existiendo hasta la actualidad.

## Presidentes
Instituto Nacional de Recursos Hidráulicos (1989-2007) (2011 a la fecha)
- Faustino Pérez Hernández (1962-1969) por extinción y fusión en el D.A.P.
- Vacante entre 1969 y 1989, por su fusión con el D.A.P.
- Jorge Luis Aspiolea Roig (1989-2007) se crea nuevamente en 1989
- Inés María Chapman Waught (2011-2018) promovida a Vicepresidenta del Consejo de Ministros
- Antonio Rodríguez Rodríguez (2018-en el cargo)